# مرقد الشاه نظر
مرقد الشاه نظر (بالفارسية: امامزاده شاه نظر) هو مرقد شيعي تاريخي يعود إلى القاجاريون، ويقع في آرادان.